# Audiatur et altera pars
Audiatur et altera pars, znana też jako Audi alteram partem (łac. należy wysłuchać drugiej strony) – podstawowa zasada w prawie procesowym rzymskim. Mówi ona: Niechaj druga strona też zostanie wysłuchana. W szerszym rozumieniu oznacza zakaz wydawania wyroku bez wysłuchania wszystkich argumentów za i przeciw. W przypadku postępowania karnego daje stronie oskarżonej szansę na skuteczną obronę. Z zasady tej można też wywnioskować, że sędzia nie powinien wydawać bezwzględnego wyroku, jeśli argumenty stron go nie przekonały. Zasada ta leży także u podstaw wprowadzenia instytucji sprostowania i odpowiedzi prasowej.
Zobacz też: sentencje łacińskie w Wikisłowniku